# ASDA Mobile
ASDA Mobile è un operatore virtuale di rete mobile britannico gestito da ASDA e che si serve della rete Vodafone. ASDA Mobile è disponibile in oltre 360 negozi in tutto il Regno Unito e online attraverso l'acquisto di una scheda SIM (standard, micro o nano SIM) o di uno smartphone ASDA Mobile.

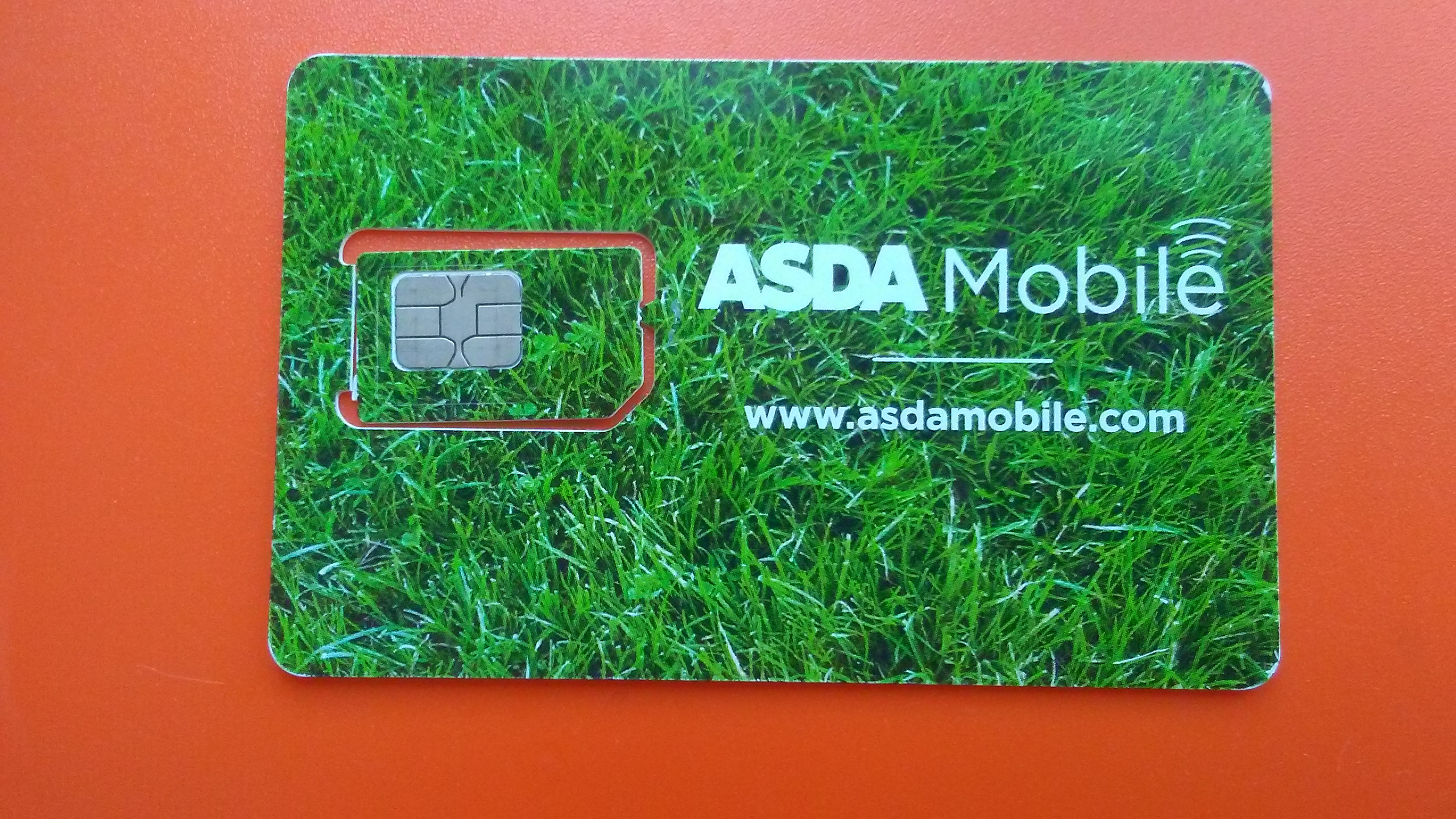
Scheda SIM di ASDA Mobile del 2020

## Storia
ASDA Mobile è stata fondata nel 2007, e all'inizio era disponibile solo in 51 negozi ASDA. La rete è stata lanciata in risposta alla mancanza di trasparenza degli altri rivenditori sulle loro offerte di telefonia mobile e così da andare in diretta concorrenza con Tesco Mobile.
La rete ha funzionato originariamente con la rete dell'operatore Vodafone fino al 2013, anno in cui è passata a EE. Il ritorno a Vodafone è stato annunciato nell'ottobre 2020, con il passaggio dei clienti nel febbraio 2021.
Nel giugno 2023, l'operatore di rete di ASDA Mobile, Vodafone, ha iniziato a eliminare gradualmente la copertura 3G.

## Rete e copertura
Dal 2013, ASDA Mobile utilizzava la rete EE prima di passare a Vodafone nel 2021. Il passaggio ha portato funzionalità aggiuntive, tra cui WiFi Calling e piani caratterizzati da dati mobili illimitati, ma è stato criticato per aver richiesto ai clienti di cambiare scheda SIM. Durante il passaggio, ai clienti è stato fornito un mese gratuito per il loro abbonamento.
Attualmente ASDA Mobile non applica alcuna tariffa ai clienti per l'utilizzo del roaming negli Stati dell'Unione Europea, con un limite massimo di utilizzo dei dati di 5 GB.